# Les Temps Modernes
Les Temps modernes (Timpuri moderne) este o revistă franceză care a apărut pentru prima dată în octombrie 1945. Ea a fost cunoscută drept revista lui Jean-Paul Sartre. Denumirea a fost inspirată de filmul omonim în care prestează Charlie Chaplin (Timpuri noi, 1936). Les Temps modernes a umplut golul lăsat de dispariția uneia dintre cele mai importante reviste literare interbelice, La Nouvelle Revue Française (Noua revistă franceză), considerată a fi revista lui André Gide, care a fost interzisă după eliberarea Franței din cauza colaborării sale cu ocupanții germani.

## Istoric și profil
Les Temps modernes a fost publicată inițial de Gallimard, editura care a publicat și ultimul număr al periodicului în 2019. În timp, revista și-a schimbat proprietarii de trei ori: Julliard (ianuarie 1949 - septembrie 1965), Presse d'aujourd'hui (octombrie 1964 - martie 1985), Gallimard (aprilie 1985 - 2019).
Primul consiliu de redacție a fost format din Sartre (director), Raymond Aron, Simone de Beauvoir, Michel Leiris, Maurice Merleau-Ponty, Albert Ollivier și Jean Paulhan. Toți aceștia au publicat numeroase articole în revistă. Printre contribuțiile lui Sartre se află „La nationalisation de la littérature” („Naționalizarea literaturii”), „Matérialisme et révolution” („Materialism și revoluție”) și „Qu'est-ce-que la littérature?” („Ce este literatura?”). Simone de Beauvoir a publicat pentru prima dată Le Deuxième Sexe („Al doilea sex”) în Les Temps Modernes.
În prefața primului număr al revistei, Sartre a declarat că misiunea revistei este de a publica littérature engagée. Această filozofie a literaturii exprimă o credință de bază a existențialismului — faptul că un individ trebuie să ia decizii responsabile și conștiente care să aibă ca efect activități utile pe plan social. Astfel, literatura publicată în revistă trebuia să aibă un scop utilitar; ea nu trebuia să aibă doar o valoare culturală (artă de dragul artei). Alți intelectuali, precum André Gide, André Breton și Louis Aragon, au dezaprobat această orientare. Sartre a răspuns: „Le monde peut fort bien se passer de la littérature. Mais il peut se passer de l'homme encore mieux.” („Lumea poate trăi foarte bine fără literatură. Dar poate progresa încă mai bine fără om.”)
Operele mai multor scriitori noi care au devenit mai târziu celebri au apărut în Les Temps modernes. Printre aceștia se află Richard Wright, Jean Genet, Nathalie Sarraute, Boris Vian și Samuel Beckett.
Disensiunile politice dintre membrii consiliului de administrație au ieșit curând la suprafață. Raymond Aron a demisionat în 1945 pentru a deveni redactor la ziarul Le Figaro din cauza orientării comuniste a revistei Les Temps modernes. În timpul Războiului din Coreea din 1950-1953, Merleau-Ponty a demisionat. Inițial un susținător mai ferm al comunismului decât Sartre, el s-a mutat treptat spre dreapta, pe măsură ce Sartre s-a poziționat tot mai la stânga. În acel timp, Sartre sprijinea comunismul în scrierile sale, dar în particular și-a exprimat unele rezerve.
Sartre l-a dezaprobat pe Camus pentru că vedea ambele laturi ale rebeliunii algerienilor împotriva dominației coloniale franceze (Războiul din Algeria—1954–1962). În înverșunarea sa împotriva lui Camus, Sartre l-a desemnat pe Francis Jeanson, căruia nu-i plăceau operele lui Camus, pentru a recenza eseul camusian L'Homme Révolté (Omul revoltat). Când Camus a răspuns recenziei cu sentimente rănite, Sartre a dat lovitura finală unei prietenii care a durat ani de zile. El a spus: „Vous êtes devenu la proie d'une morne démesuree qui masque vos difficultés intérieures. ... Tôt ou tard, quelqu'un vous l'eût dit, autant que ce soit moi.” („Ați căzut pradă unei ursuzenii nemăsurate care ascunde necazurile dvs. interioare. ... Mai devreme sau mai târziu, cineva v-ar fi spus, așa că ar fi bine să fiu eu.”)
Les Temps modernes s-a bucurat de cea mai mare influență în anii 1960, când a avut peste 20.000 de abonați. În timpul Războiului din Algeria (1954-1962), revista a susținut cu tărie Frontul de Eliberare Națională, organizația ce a obținut victoria în cele din urmă împotriva francezilor. Ea a denunțat cu înverșunare utilizarea pe scară largă a torturii de către forțele franceze. Din acest motiv, autoritățile de stat au cenzurat-o și i-au confiscat sediul.
De la începuturile sale și până în prezent, revista a publicat 582 de ediții obișnuite și multe ediții speciale. Printre edițiile speciale s-a numărat și o descriere făcută de Sartre în 1946 a Statelor Unite ale Americii, într-o încercare de a demonta miturile pe care mulți francezi le aveau cu privire la această țară. În 1955, Claude Lanzmann a descris filozofia marxistă a lui Sartre într-un număr intitulat „La Gauche” („Stânga”). O ediție referitoare la „La révolte hongroise” („Revoluția din Ungaria”) (1956-1957) a denunțat intervenția represivă sovietică. În 1967, în timpul Războiului de Șase Zile, un număr intitulat „Le conflit israélo-arabe” („Conflictul israeliano-arab”) conținea articole scrise atât de israelieni, cât și de arabi.
Les Temps modernes a continuat să publice articole în concordanță cu filosofia lui Sartre, cu intenția de a-și informa cititorii cu privire la adevărata față a lumii. Revista a publicat în numerele sale autori importanți, însă, de multe ori, necunoscuți publicului. În 2001, o ediție specială a fost dedicată lui Serge Doubrovsky.
Din 2016 și până la moartea sa, redactorul-șef al Les Temps modernes a fost Claude Lanzmann. Colegiul de redacție era format din Juliette Simont (asistent editorial al lui Claude Lanzmann), Adrien Barrot, Jean Bourgault, Joseph Cohen, Michel Deguy, Liliane Kandel, Jean Khalfa, Patrice Maniglier, Robert Redeker, Marc Sagnol, Gérard Wormser și Raphael Zagury-Orly. Revista apărea bilunar.

## Legături externe
- Revue Les Temps Modernes, Les éditions Gallimard